# Lopatanj
Lopatanj (serbisches-kyrillisch: Лопатањ) ist ein Dorf im Westen  Serbiens. Das Dorf liegt südlich der Gemeindehauptstadt Osečina. 

## Geographie und Bevölkerung
Lopatanj liegt in der Opština Osečina, im Okrug Kolubara in Westzentralserbien in der westlichen Podgorina, einer historischen Region. Das Dorf hatte bei der Volkszählung 2011 1.110 Einwohner, während es 2002 noch 1.372 Einwohner waren. Nach den letzten drei Bevölkerungsstatistiken fällt die Einwohnerzahl weiter. 

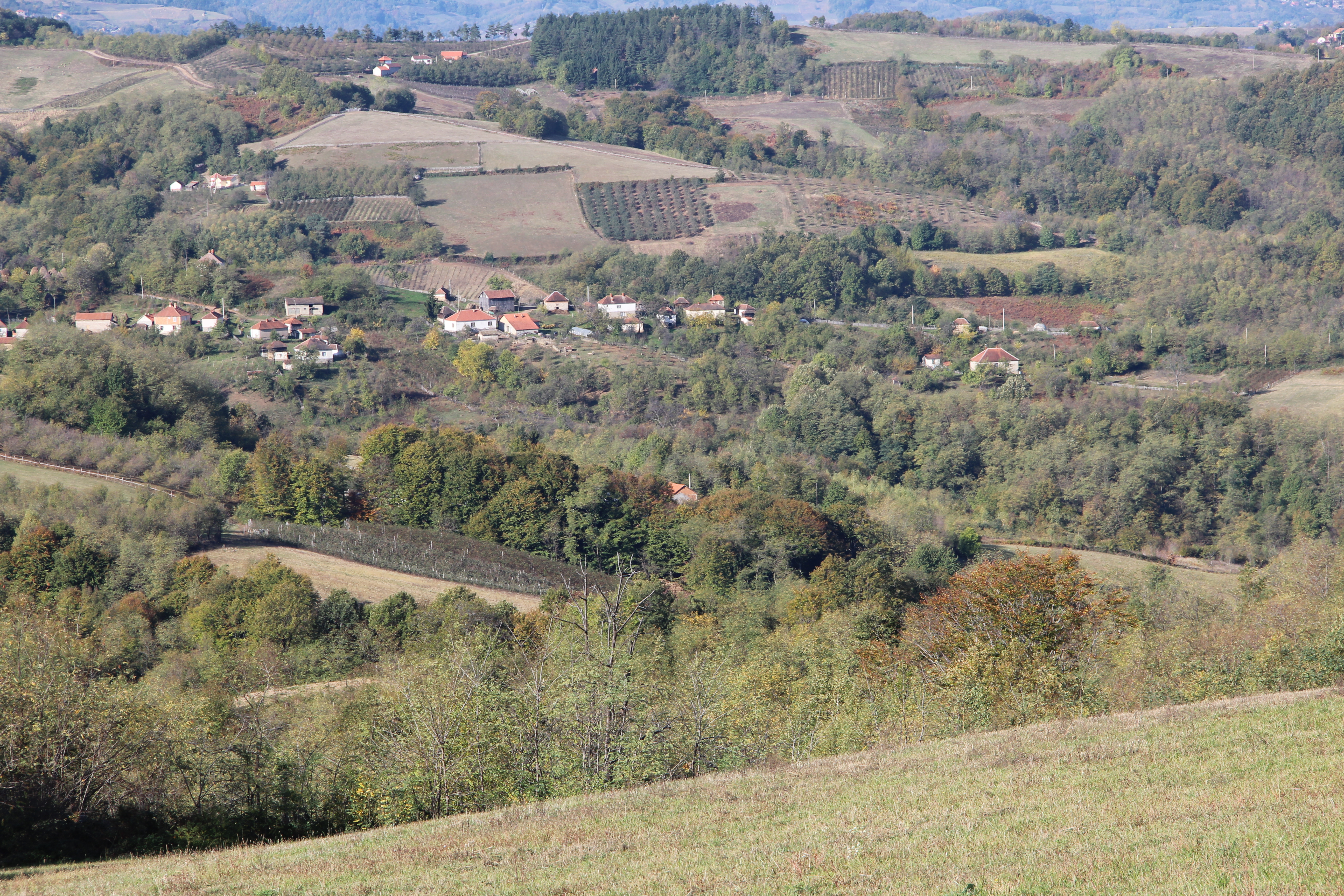
Blick auf einen Weiler von Lopatanj mit Wiesen, Weiden und Feldern

Die Bevölkerung setzt zu größtenteils aus Serben zusammen. Auch leben im Ort, jeweils ein römisch-katholischer Slowene und Tscheche, sowie 44 Roma. Der Ort besteht aus 385 Haushalten.
Lopatanj besteht aus mehreren Weilern von denen, der Weiler Cerje der größte ist. Das Dorf wird von einigen Hügeln umgeben, wie z. B. dem Cvetno brdo, der Sušara und der Bojčica.

### Demographie

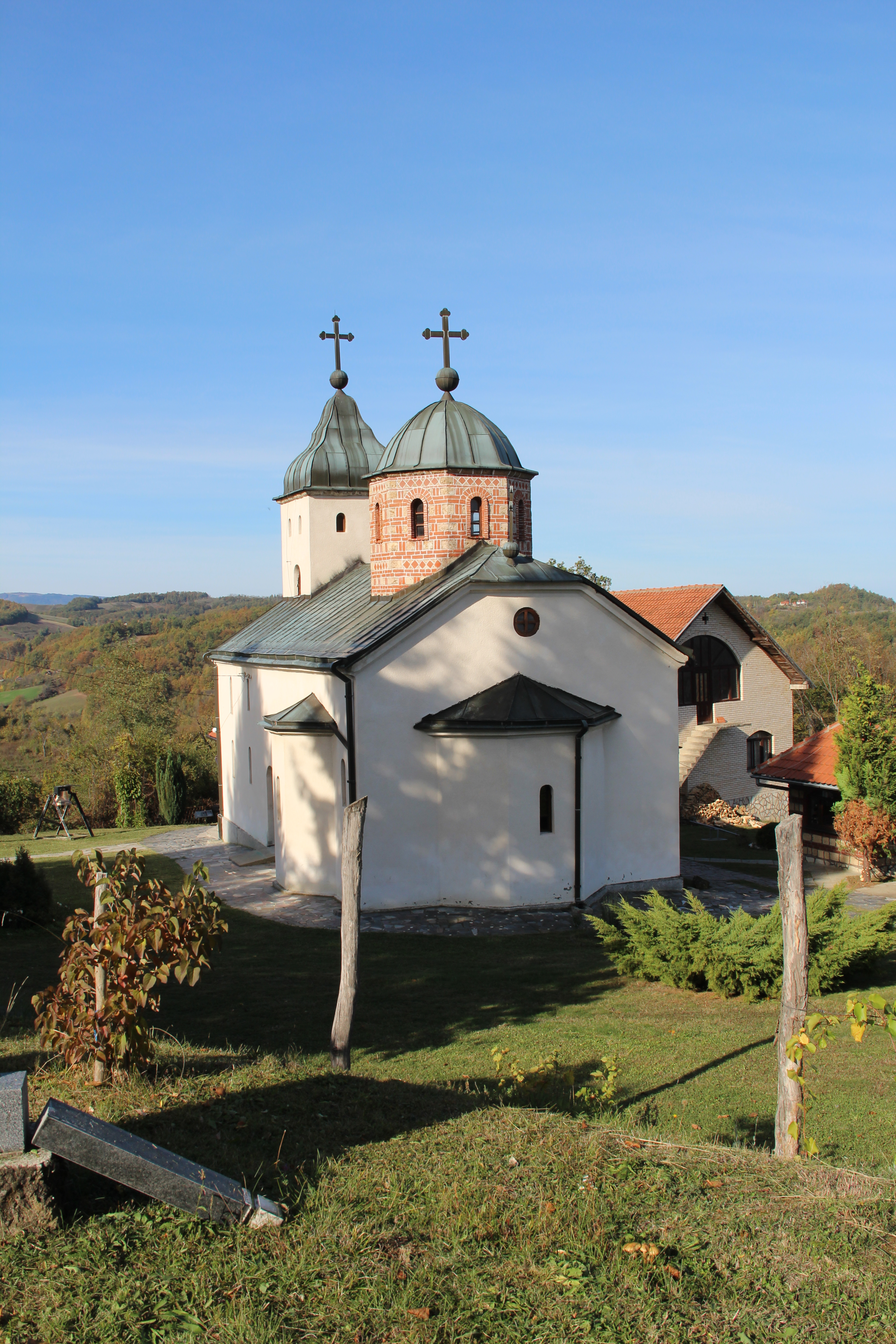
Die Serbisch-orthodoxe Kirche Hl. Apostel und Evangelist Lukas im Dorf

| Jahr | Einwohnerzahl |
| ---- | ------------- |
| 1948 | 2146          |
| 1953 | 2140          |
| 1961 | 2064          |
| 1971 | 1881          |
| 1981 | 1632          |
| 1991 | 1483          |
| 2002 | 1372          |
| 2011 | 1110          |

## Infrastruktur
Lopatanj verfügt über eine Grundschule und einen Dorfladen mitsamt kleiner Poststelle. Auch ein Fußballfeld besteht im Ort.

## Religion
Die Mehrheit der Bevölkerung von Lopatanj bekennt sich zur Serbisch-orthodoxen Kirche. Im Ort steht die Serbisch-orthodoxe Pfarrkirche Hl. Apostel und Evangelist Lukas. 
Die Kirche gehört zum Dekanat Podgorina der Eparchie Valjevo der Serbisch-orthodoxen Kirche. Derzeitiger Priester ist Milan Madžarević.
Am 31. Oktober 2017, der Slava (Feiertag) des Hl. Apostel und Evangelisten Lukas, besuchte Bischof Milutin (Knežević) der Bischof der Eparchie Valjevo Lopatanj und hielt die Heilige Liturgie in der Dorfkirche.

## Belege
- Infos zur Kirche auf der Seite der Eparchie Valjevo, (serbisch)
- Artikel über den Bischofsbesuch im Dorf auf der Seite der Serbisch-orthodoxen Kirche, (serbisch)
- Књига 9, Становништво, упоредни преглед броја становника 1948, 1953, 1961, 1971, 1981, 1991, 2002, подаци по насељима, Републички завод за статистику, Београд, мај 2004, ISBN 86-84433-14-9
- Књига 1, Становништво, национална или етничка припадност, подаци по насељима, Републички завод за статистику, Београд, фебруар 2003, ISBN 86-84433-00-9
- Књига 2, Становништво, пол и старост, подаци по насељима, Републички завод за статистику, Београд, фебруар 2003, ISBN 86-84433-01-7